# Puncak Yamin
Puncak Yamin is een bergtop in het centrale bergland van de Indonesische provincie Papoea, het westelijke deel van Nieuw-Guinea. Met zijn 4087 meter is de P. Yamin de op drie na - de Puncak Jaya, de Puncak Mandala en de Puncak Trikora - hoogste afzonderlijke berg van het eiland. Van de berg is nauwelijks iets bekend, een verslag van zijn beklimming is nooit geschreven. De Yamin is een van de bergtoppen die bedekt was met eeuwige sneeuw, hoewel die sneeuw aan het eind van de twintigste eeuw door de opwarming van de aarde verdwenen bleek.
In de Nederlandse koloniale periode heette de berg de Prins Hendriktop, naar Prins Hendrik der Nederlanden, een naam die hem in 1913 door leden van een Nederlandse expeditie was gegeven. Na de overdracht van Nederlands-Nieuw-Guinea aan de republiek Indonesië, werd de naam veranderd in Puncak Yamin, vernoemd naar Muhammad Yamin (1903-1962), historicus, dichter, politicus en minister tijdens de regeerperiode van president Sukarno.